# 邱聿徵
邱聿徵（?—?），福建省福州府長樂縣人，清朝政治人物、同進士出身。
光緒十六年（1890年），参加光緒庚寅科殿試，登進士三甲41名。同年五月，改翰林院庶吉士。